# Micheline
Negli anni trenta del secolo scorso la Michelin sviluppò una serie di treni, usati da diverse compagnie ferroviarie che furono chiamati in francese Micheline. Alcune Micheline furono costruite negli Stati Uniti dalla Budd Company.

## Storia e sviluppo delle automotrici Michelin sulle linee francesi dello Stato

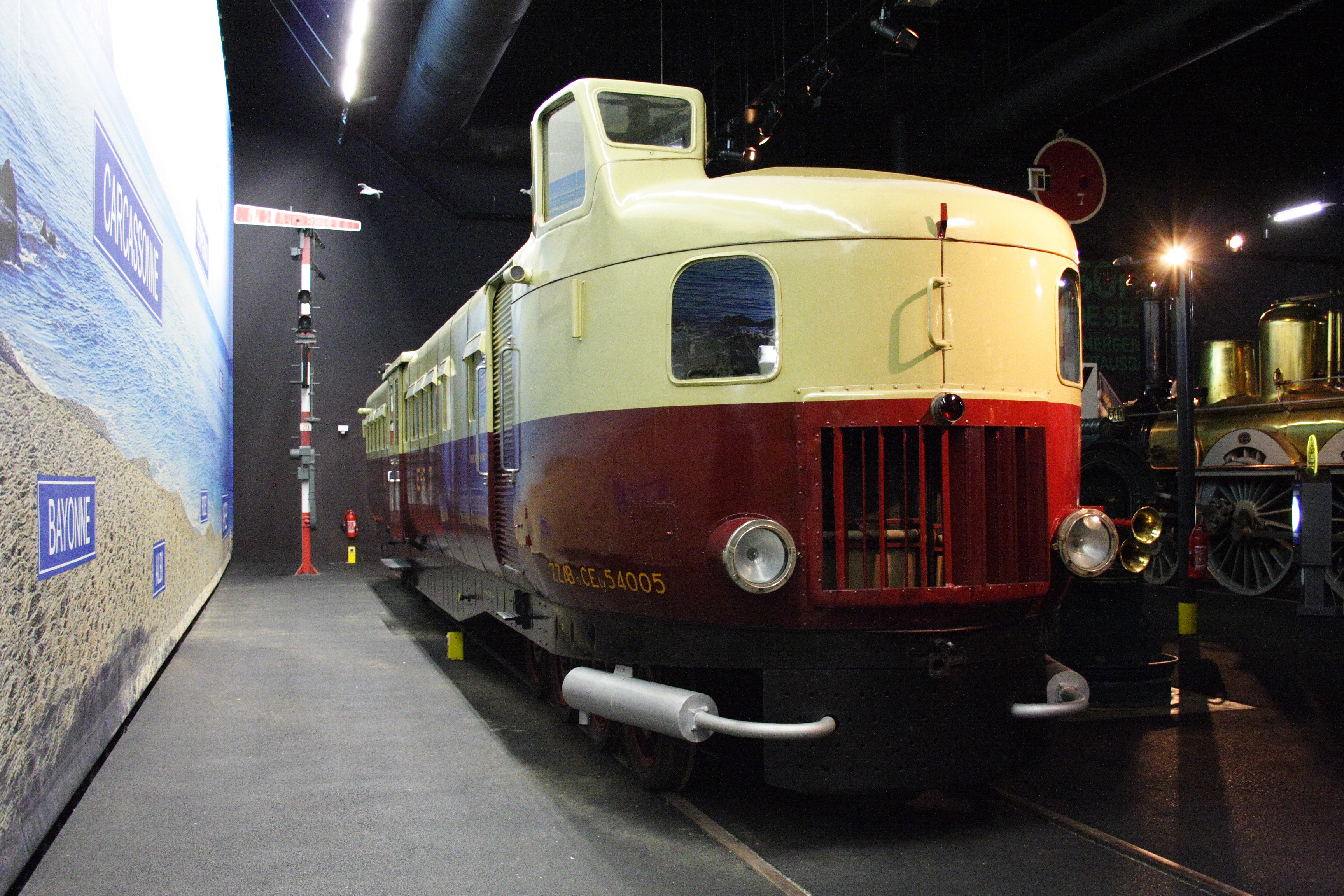
Una Micheline al museo ferroviario Cité du train a Mulhouse in Francia.

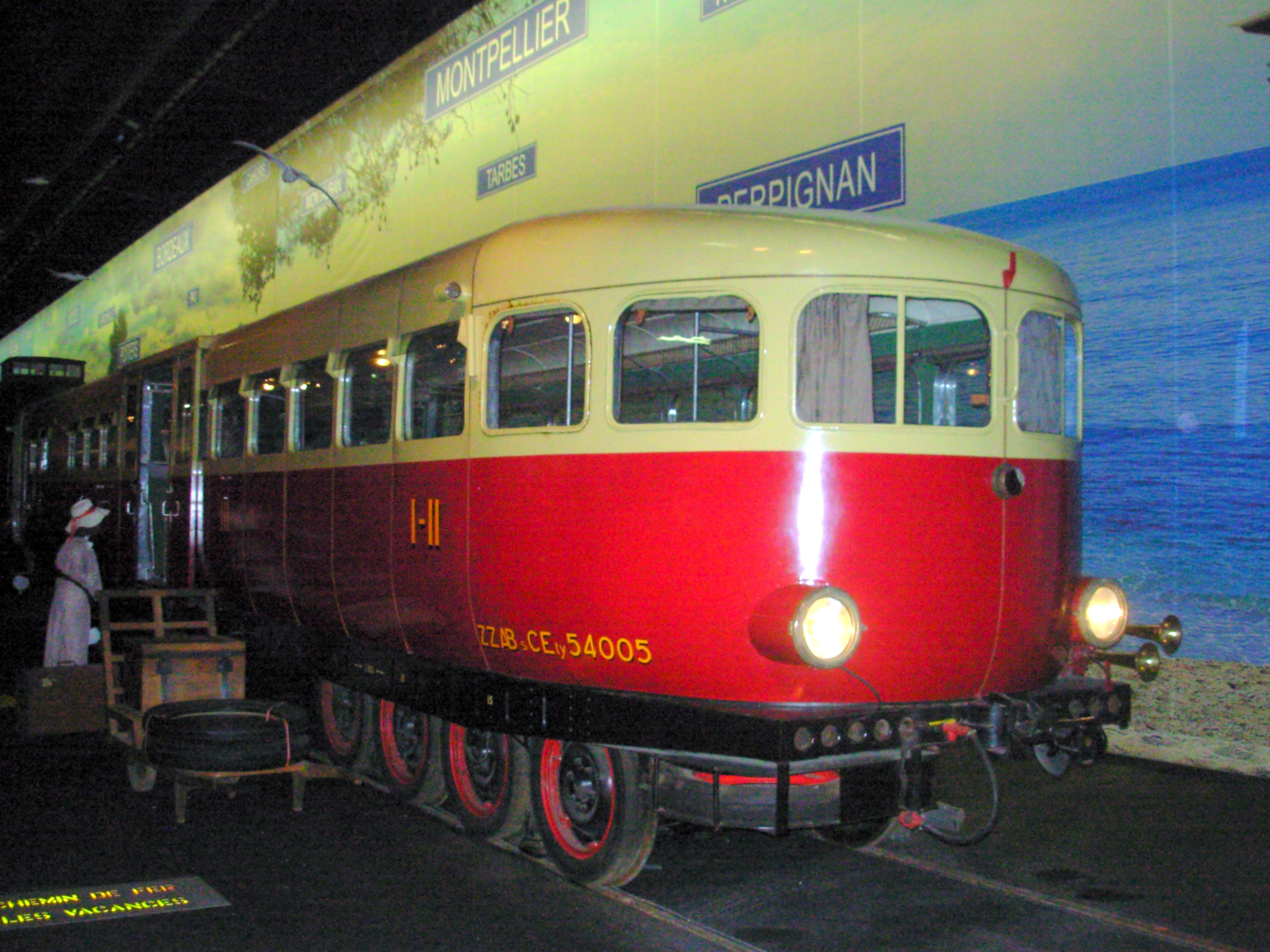
Altro modello di Micheline

A partire dal 1929 l'industria Michelin fece le sue prime prove degli pneumatici sulle rotaie. I primi test avvennero sul circuito privato della società a Clermont-Ferrand. Le prove proseguirono sulla linea Saint Florent - Issoudun, in occasione della presentazione ufficiale del prototipo n°6. Dal 1931 la Michelin venne autorizzata a utilizzare una parte della linea di Massy- Palaiseau - Chartres che, situata in prossimità di Parigi, conveniva meglio alla Michelin che vi trasfèrì il prototipo ed effettuò altre prove con i prototipi 5 e 9.
Il 10 settembre 1931 avvenne la prima prova in grande stile su una linea ferroviaria. Michelin testò il prototipo n° 5 sulla linea Parigi - Deauville. Questo era montato su un autotelaio a 6 ruote di derivazione Hispano-Suiza con cabina di manovra formata da parti di carlinga d'aereo Wibault. Il prototipo lasciò la Stazione di Parigi Saint-Lazare alle ore 10 e 30, e raggiunse Deauville alle 12 e 44. I 220 km erano stati percorsi in poco più di due ore, ad una media di 107 km/ora, battendo di 32 minuti il precedente record stabilito sulla stessa tratta dal Rapide de luxe.
Nello stesso 1931, Michelin iniziò le sue prove di un nuovo modello a 24 posti: le Micheline tipo 11, equipaggiate d'un motore Panhard da 95 CV, furono costruite in due esemplari per lo Stato che le immatricolò ZZy 24201-24202. Le automotrici tipo 11 erano afflitte da alcuni inconvenienti: il numero di posti limitato e un solo senso di marcia, che necessitava della giratura del veicolo. Esse furono quindi trasformate ulteriormente; la cabina del trattore, tipo camion, fu rimpiazzata da una cabina sopraelevata, e venne aggiunto un invertitore per permettere la marcia nei due sensi. La modifica non ci guadagnò certo in estetica.
Nel 1932 lo Stato ordinò poi a Michelin l'inestetico tipo 12 e il tipo 14, utilizzato sulla linea di Caen à la Mer, primo veicolo reversibile con cabina di guida sopraelevata.
Michelin, entro il 1933, sviluppò rapidamente il tipo 16. La nuova unità pesava soltanto 7,3 tonnellate, aveva i carrelli a tre assi (anziché a due), ed era motorizzata da un motore a benzina Hispano Suiza a 12 cilindri a V.
Il posto di guida era posto sull'imperiale. Lo Stato ordinò 19 automotrici di tale tipo, con 36 posti, che potevano circolare accoppiate. Furono numerate ZZy 24221 - 24239. Nello stesso anno arrivò la Micheline  tipo 17, riconoscibile dai carrelli a tre assi e dal retro affilato. Lo Stato ne acquistò due unità immatricolate come ZZy 24261 - 24262.
A partire dal 1934, Michelin sviluppò il tipo 20 da 56 posti; erano dei veicoli ancora più lunghi, equipaggiati di carrelli a quattro assi. Lo Stato ne acquistò due, immatricolandoli ZZy 24271 e 24272. L'anno dopo, 1935, lo Stato aggiunse al suo parco 13 veicoli simili del tipo 21 immatricolati come ZZy 24273 -24287. 7 nuove unità del tipo 22 furono ordinate nel 1936 e immatricolate ZZ 24288 -24295.
Nello stesso anno Michelin lancia il tipo 23 da 96 posti, lungo 30,36 m, diviso in due compartimenti da 48 posti, con un compartimento bagagli al centro. L'insieme è mosso da un carrello motore centrale a quattro assi, con due carrelli portanti a quattro assi. Il carrello motore è motorizzato da un motore Panhard da 400CV a 12 cilindri.
Lo Stato ne acquistò 2 esemplari nel 1936, immatricolati come ZZ 24241 e ZZ24242; altre 8 unità entrarono in servizio nel 1938 immatricolate ZZ 24261-24250.
Sempre nel 1936, Michelin prova un'automotrice articolata a tre elementi: l'insieme misura 45,2 m ed è portato da 4 carrelli. I due carrelli intermedi sono motorizzati da due motori Hispano-Suiza da 250 CV ciascuno, i carrelli estremi sono portanti. I motori sono disposti nell'elemento centrale che permette 48 posti di prima classe in un elemento e 60 di seconda nell'altro. Un posto di condotta è presente a ciascuna estremità. Due unità vennero immatricolate dallo Stato come ZZ 24211-24212.
Nel 1939 infine Michelin realizzò un progetto di automotrice elettrica articolata a tre elementi che circolò sulla linea Parigi-Saint-Germain-des-Prés.
Nel 1939 11 automotrici del tipo 21 vennero private dei motori e trasformate in rimorchi.

## Altre esperienze

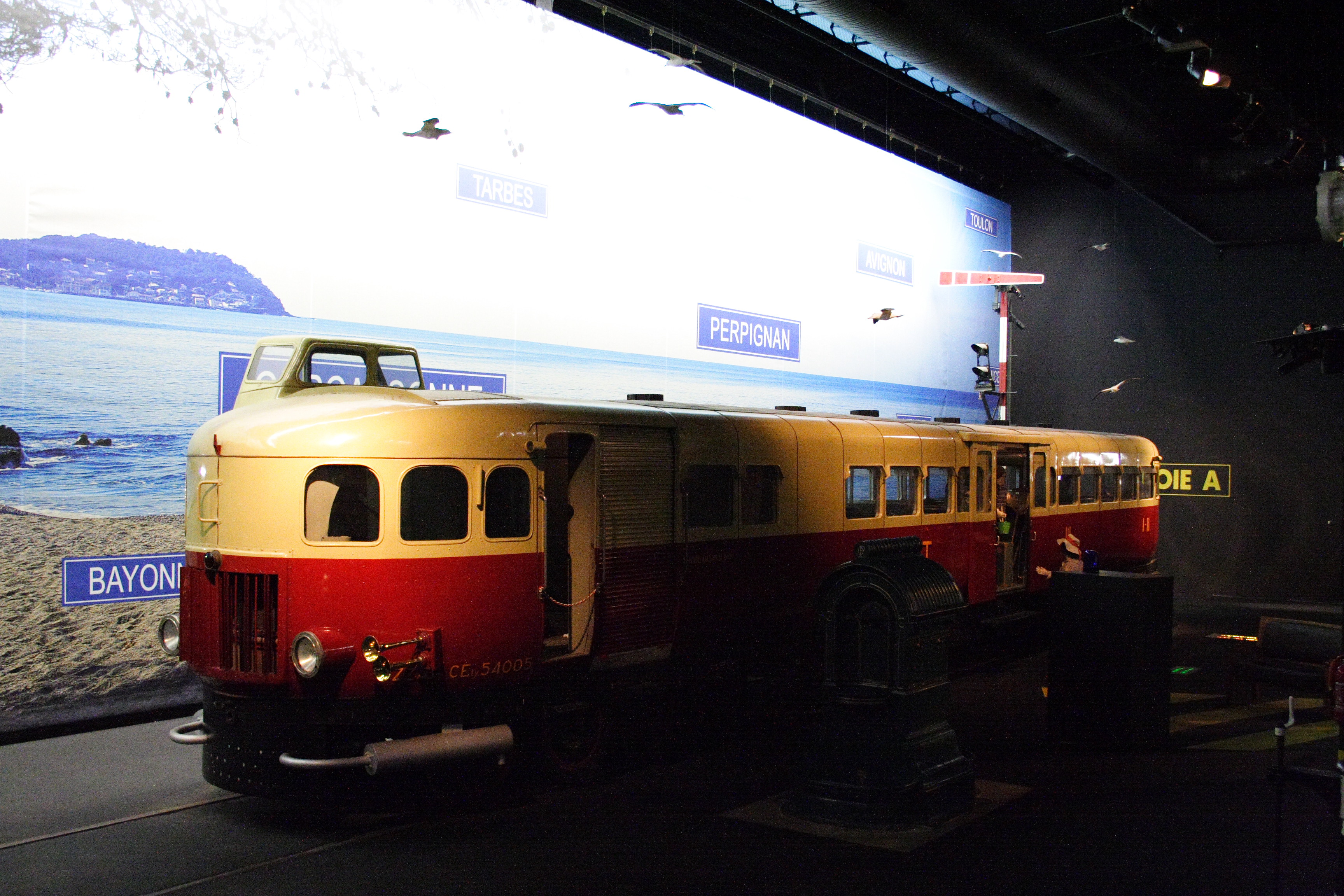
automotrice XM 5005 Michelin

La maggior parte delle Micheline era costituita da automotrici, ma furono costruiti anche dei treni con le rimorchiate.
Automotrici Michelin dei vari tipi vennero usate anche nelle ferrovie coloniali del Madagascar, Congo e nelle Chemin de fer du Moçambique. 	
Le Micheline consentivano un comfort di marcia maggiore rispetto ai veicoli tradizionali di allora, grazie all'effetto smorzante delle vibrazioni attuato dagli pneumatici, ma ciò che ne costituiva il pregio era anche il suo più grave difetto perché era necessario un elevato numero di ruote per sostenere il carico ed inoltre erano soggette allo sgonfiamento degli pneumatici a causa dell'elevatissima pressione esercitata su una superficie ridotta per causa di forza maggiore alla sola porzione di battistrada che poggiava sulla rotaia.
In compenso diedero il via ai sistemi di metropolitane su gomma, che la RATP (Régie autonome des transports parisiens) ha per un periodo preferito, oltre che per il comfort di marcia, anche per le più elevate capacità di accelerazione dovute alla maggiore aderenza. Tali vantaggi sono tuttavia oggi del tutto annullati dal progresso avutosi nelle sospensione dei rodiggi ferroviari (che consente comfort di marcia anche superiori) e nel controllo elettronico della trazione, che consente di sfruttare meglio e con maggiore continuità temporale la scarsa aderenza offerta dalle ruote di ferro, consentendo di raggiungere le migliori accelerazioni comunque compatibili con il comfort di marcia: per questo nelle più recenti realizzazioni in ambito RATP si è tornati al classico rodiggio ferroviario con ruote di ferro.
Furono comunque poco usate fuori dalla Francia e ben presto scomparvero anche ivi, dal momento che i ridotti vantaggi in termini di comfort (comunque raggiunti nei decenni successivi con i più moderni rodiggi ferroviari) erano ampiamente superati da svantaggi, in termini di pericolosità, complessità di gestione, elevati costi di trazione e di manutenzione.
Nell'agosto 1932 sulla ferrovia Roma-Lido fu sperimentata una Micheline. Il nome fu italianizzato in Michelina. Era mossa da un motore Diesel da 3500 cc. Dopo aver girato per varie linee italiane (nel febbraio dello stesso anno aveva svolto delle prove sulla ferrovia Canavesana) l'esperimento non diede luogo ad alcuna ordinazione di acquisto.